# 艾琳·克莱默
艾琳·克莱默（英語：Eileen Kramer，1914年11月8日—2024年11月15日）是一位澳大利亚舞蹈家、艺术家和编舞师。克莱默于20世纪30年代在悉尼开始学习唱歌和音乐，但在1940年参加了博登韦瑟芭蕾舞团的演出后，立即决定转向舞蹈。在加入这个给她留下如此深刻印象的剧团后，她在接下来的十年里在澳大利亚和海外进行巡演。随后的60年里，她在法国和美国生活和工作，然后回到澳大利亚，截至2021年6月，她仍然活跃在艺术领域。